# François Bracci
François Bracci (ur. 3 listopada 1951 w Calcatoggio, zm. 28 grudnia 2023 w Alès) – francuski piłkarz występujący na pozycji obrońcy. Następnie trener piłkarski.

## Kariera klubowa
Bracci zawodową karierę rozpoczynał w 1971 roku w Olympique Marsylia. W 1972 roku zdobył z nim mistrzostwo Francji. W tym samym roku wygrał z nim rozgrywki Pucharu Francji. W 1975 roku wywalczył z zespołem wicemistrzostwo Francji, a w 1976 po raz drugi zdobył z nim Puchar Francji. W 1979 roku odszedł do mistrza Francji - RC Strasbourg. W jego barwach grał przez rok. W 1980 roku przeniósł się do Girondins Bordeaux. W 1983 roku powrócił do Olympique Marsylia, grającego w drugiej lidze. W 1984 roku awansował z nim do ekstraklasy. W 1985 roku do FC Rouen. Potem był jeszcze graczem zespołu AS Béziers, gdzie w 1987 roku zakończył karierę.

## Kariera reprezentacyjna
W reprezentacji Francji Bracci zadebiutował 21 listopada 1973 w wygranym 3:0 towarzyskim meczu z Danią. W 1978 roku został powołany do kadry na mistrzostwa świata. Zagrał na nich w wygranym 3:1 meczu z Węgrami. Z tamtego turnieju Francja odpadła po fazie grupowej. W latach 1973–1982 w drużynie narodowej Bracci rozegrał w sumie 18 spotkań.